# Bargfeld (Eldingen)
Pour les articles homonymes, voir Bargfeld.
Bargfeld est un village de la commune allemande d'Eldingen, dans l'arrondissement de Celle, Land de Basse-Saxe.

## Géographie
Bargfeld se situe sur la Lutter, dans le parc naturel de Südheide.

## Histoire
Bargfeld est mentionné pour la première fois en 1065.
En 1973, Bargfeld fusionne avec Eldingen.

## Personnalités liées à la commune

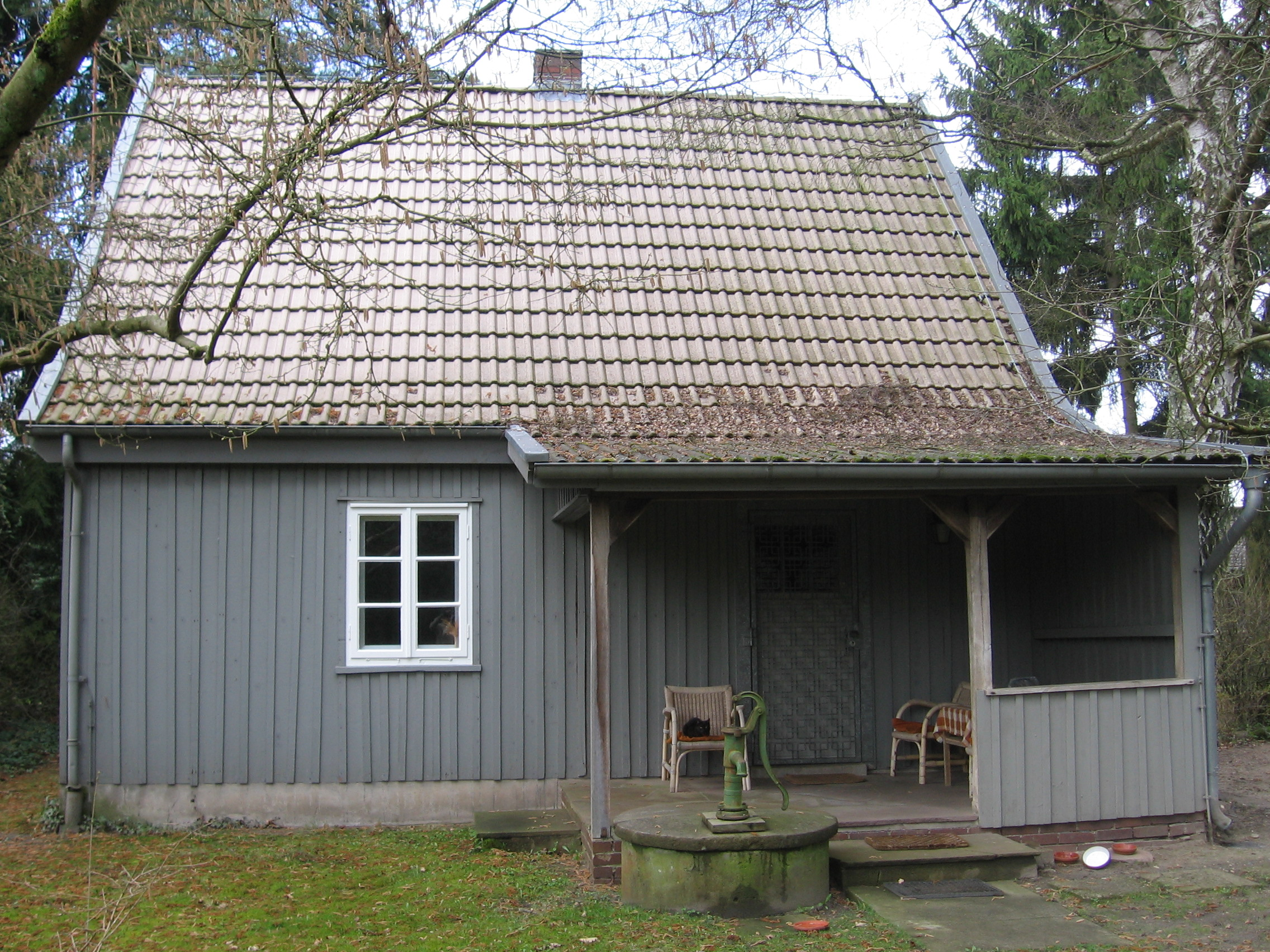
La maison d'Arno Schmidt

Le sculpteur Gotthelf Schlotter vit à Bargfeld de 1945 à 1951 puis y retourne régulièrement. En 1958, l'écrivain Arno Schmidt achète par l'intermédiaire du peintre Eberhard Schlotter une maison. Il y vit et travaille jusqu'en 1979 avec son épouse Alice. Elle est aujourd'hui la propriété de la fondation Arno Schmidt qui en a fait un musée.